# Ley de Sociedades de Capital
El texto refundido de la Ley de Sociedades de Capital, es la norma jurídica fundamental que regula el funcionamiento de las sociedades de capital en España, como son las sociedades limitadas y anónimas. Fue aprobado mediante el Real Decreto Legislativo 1/2010, de 2 de julio, en la que se unificó en un único texto legal la normativa existente sobre sociedades anónimas, sociedades de responsabilidad limitada, sociedades anónimas cotizadas y sociedades comanditarias por acciones, es decir, el conjunto de sociedades de capital existentes en el ordenamiento jurídico español.
El texto refundido tiene un ánimo de provisionalidad porque es aspiración general del legislador que la totalidad del Derecho general de las sociedades mercantiles, incluido el aplicable a las sociedades personalistas, se contenga en un cuerpo legal unitario, con superación de la persistente pluralidad legislativa, que el actual texto refundido reduce pero no elimina.

## Antecedentes
El Real Decreto Legislativo 1/2010, de 2 de julio, aprobó la Ley de Sociedades de Capital, cumpliendo con la habilitación realizada en la Ley 3/2009, de 3 de abril, sobre Modificaciones Estructurales de las Sociedades Mercantiles, para que el Gobierno refundiera las diversas leyes reguladoras de esa categoría de sociedades, superando así la tradicional regulación separada de las sociedades anónimas y de responsabilidad limitada y sistematizando de manera diferente la regulación de las sociedades de capital.
Según expone el preámbulo del Real Decreto Legislativo que lo aprobó, la división existente hasta entonces en dos leyes especiales del régimen jurídico de las sociedades anónimas y de las sociedades de responsabilidad limitada no fue consecuencia tanto del proceso de descodificación cuanto del hecho de que la extensión de la normativa no permitía la inclusión de esos regímenes jurídicos dentro del Código de Comercio de 1885, que dedicaba pocos artículos a las sociedades anónimas y que, por razón del momento en que se elaboró, desconocía a las sociedades de responsabilidad limitada. Se promulgaron así las leyes de 1951 y de 1953 como textos legales independientes, característica que se mantuvieron desde entonces como rasgo de la legislación societaria española. En lugar de la regulación en una única ley, el legislador afrontó en momentos sucesivos y de forma separada la articulación de la disciplina de las sociedades de capital.
Aunque el legislador trató de conseguir la coordinación, a través de la técnica de la repetición de normas y con el recurso al instrumento de las remisiones, el resultado no fue plenamente satisfactorio. Además, tras las grandes reformas realizadas a finales del siglo XX –la Ley 19/1989, de 25 de julio y la Ley 2/1995, de 23 de marzo–, existían descoordinaciones, imperfecciones y lagunas respecto de las cuales, la doctrina y la jurisprudencia han ofrecido soluciones legales divergentes sin que exista razón suficiente.
Con la aprobación de la nueva Ley de Sociedades de Capital, desde 2010 quedaron derogados el Texto refundido de la Ley Sociedades Anónimas de 1989 y la Ley de Sociedades de Responsabilidad Limitada de 1995. También fueron derogados varios artículos de la Ley de Mercado de Valores de 1988, así como del Código de Comercio de 1885 entre ellos los  relativos a la sociedad en comandita por acciones.

## Estructura del texto refundido de la Ley de Sociedades de Capital
- TÍTULO I. Disposiciones generales
- TÍTULO II. La constitución de las sociedades de capital
- TÍTULO III. Las aportaciones sociales

TÍTULO IV. Participaciones sociales y acciones
- TÍTULO V. La junta general
- TÍTULO VI. La administración de la sociedad
- TÍTULO VII. Las cuentas anuales
- TÍTULO VIII. La modificación de los estatutos sociales
- TÍTULO IX. Separación y exclusión de socios
- TÍTULO X. Disolución y liquidación
- TÍTULO XI. Las obligaciones
- TÍTULO XII. Sociedad nueva empresa
- TÍTULO XIII. Sociedad anónima europea
- TÍTULO XIV. Sociedades anónimas cotizadas
- Disposiciones adicionales
  - Disposición adicional primera. Prohibición de emitir obligaciones.
  - Disposición adicional segunda. Tributación de la transmisión de participaciones sociales.
  - Disposición adicional tercera. Documento Único Electrónico (DUE).
  - Disposición adicional cuarta. Colaboración social.
  - Disposición adicional quinta. Recursos contra la calificación de las escrituras de constitución de la sociedad nueva empresa.
  - Disposición adicional sexta. Medidas fiscales aplicables a la sociedad limitada nueva empresa.
  - Disposición adicional séptima. Competencias supervisoras de la Comisión Nacional del Mercado de Valores.
  - Disposición adicional octava. Cálculo del periodo medio de pago a proveedores.
  - Disposición adicional novena. Comisiones del consejo de administración.
  - Disposición adicional décima.
- Disposiciones transitorias
- Disposición transitoria.
- [Disposiciones finales]
- Disposición final primera. Bolsa de denominaciones sociales, estatutos orientativos y plazo reducido de inscripción.
- Disposición final segunda. Modificación de límites monetarios e importes de multas.